# جورج فاولر (سياسي)
جورج فاولر (بالإنجليزية: George Fuller)‏ هو سياسي أمريكي، ولد في 7 نوفمبر 1802 في الولايات المتحدة، وتوفي في 24 نوفمبر 1888 في نفس البلد. حزبياً، نشط في الحزب الديمقراطي والحزب الجمهوري. وقد انتخب عضو مجلس النواب الأمريكي.